# Agrupación Deportiva Las Palas
La Agrupación Deportiva Las Palas fue un club de fútbol de España, de la pedanía de Las Palas, en la ciudad de Fuente Álamo de Murcia en Murcia. Fue fundado en 1982 y llegó a jugar quince temporadas consecutivas en Tercera división española hasta su desaparición en 2008, tras la muerte del presidente y mecenas del club, Ginés Pagán.

## Historia
La Agrupación Deportiva Las Palas se fundó en 1982.
En la temporada 93-94 debuta en la Tercera división española. Debido a que su patrocinador era Relesa Galvame siempre se le conoció como el Relesa Las Palas.
Al finalizar la temporada 2007-2008, tras el fallecimiento en un accidente del presidente Ginés Pagán, los herederos de su empresa, Relesa Galvame, no hacen frente a los 240.000 € de la publicidad que aportaban y desaparece.

## Uniforme
- Uniforme titular: Históricamente camiseta verde y pantalón y medias blancas, hasta que pasó a ser Relesa Las Palas, que cambió la equipación a blanca con mangas y ribetes en pantalón y medias verdes.

## Estadio
Estadio El Arenal, con capacidad para 4.000 personas.

## Datos del club
- Temporadas en 1ª: 0
- Temporadas en 2ª: 0
- Temporadas en 2ªB: 0
- Temporadas en 3ª: 15
- Mejor puesto en la liga: 5º (Tercera división española temporada 97-98)
- Peor puesto en la liga: 13º (Tercera división española temporadas 01-02, 02-03, 03-04 y 04-05)

## Palmarés
- No ganó ningún torneo.